# Berg, Möja

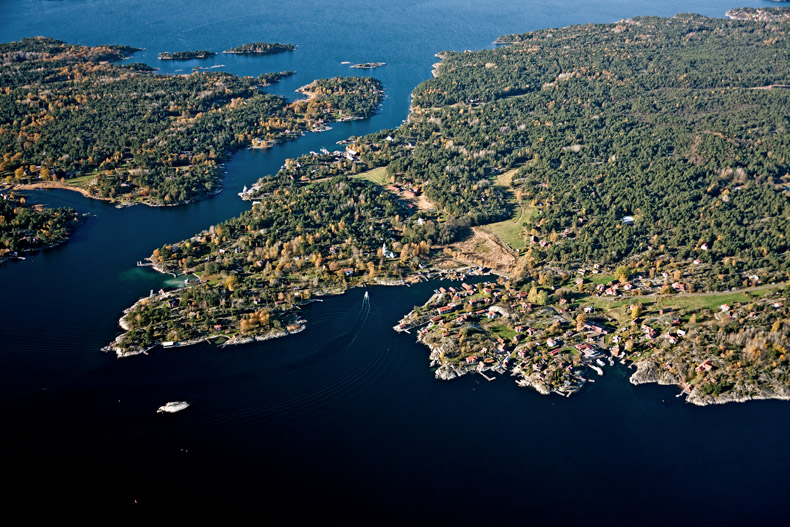
Möja oktober 2010, mot NV. Berg och Möja kyrka i bildens mitt, till vänster Södermöja.

Berg är en ort på ön Möja, i Värmdö kommun. Från 2015 avgränsar SCB här en småort. Berg är den folkrikaste av de fem stora byarna på Möja. I Berg finns också en koncentration av utbud och samhällsservice. Bland annat kyrkan, turistbyrå, dansbana, hembygdsmuseum, försäljningsställe för drivmedel, öns största matvarubutik, några säsongsöppna matställen och vandrarhem. Här låg förr också öns postkontor.
Även den privata museijärnvägen finns här.